# 섹스 관광

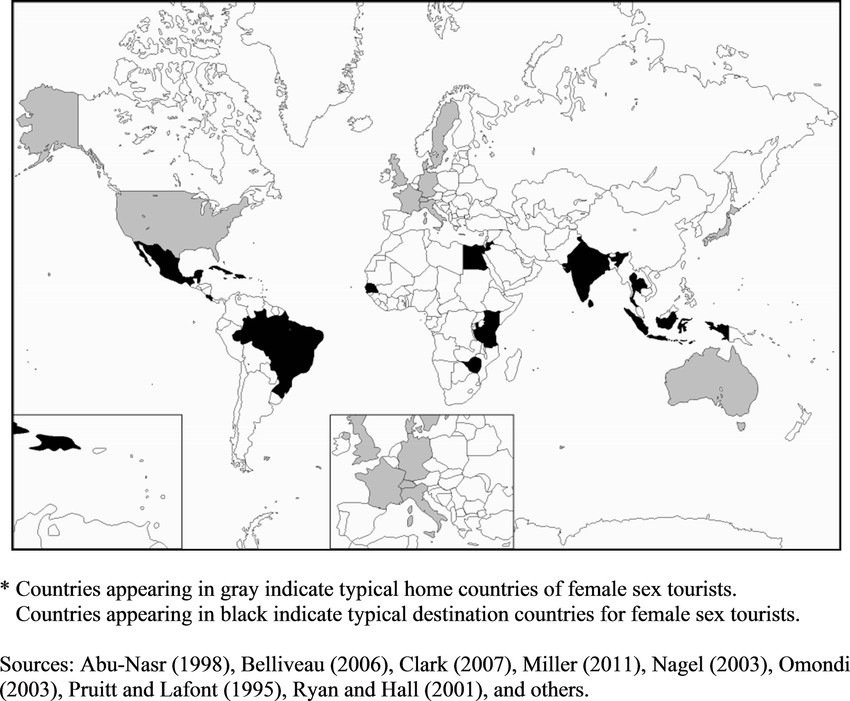

섹스 관광(sexcursion)은 섹스를, 특히 성매매를 목적으로 하는 관광을 일컫는다. 국제 연합의 부속 기구인 국제 관광 기구에서는 섹스 관광을 "관광 지구 혹은 그 외 주로 성매매를 관광객에게 제공하는 지구를 섹스를 목적으로 여행하는 것"으로 정의했다.
관광지에 따라 법률적으로 허용되거나 별다른 법률적인 제재가 없는 경우 혹은 아동 성매매인 경우 비용이 절감되기도 한다.

## 같이 보기
- 지골로
- 남창
- 우크라이나의 성매매
- 러시아의 성매매
- 성매매 법